# Graham (Alabama)
Graham – jednostka osadnicza w Stanach Zjednoczonych, w stanie Alabama, w hrabstwie Randolph.